# 熊渭公
熊⿱雨川（？—1643年），字渭公，湖广承宣布政使司黄州府黄冈縣人，明朝学者。
熊渭公移居武昌府，喜欢读邵雍的《皇极书》，常常谈论未来之事。崇祯十六年元旦，他将自己写的《性理格言》、《图书悬象》、《大易参》都交给他最小的弟弟，让他好好收藏。张献忠攻下武昌城之前一天，他留下书信给冯云路，告诉他，明日可在树下找我，当约定的时间他走到树旁，投入荷花池而死。

## 延伸阅读
[在维基数据编辑]
 《明史卷二百九十四》，出自《明史》